# Szyszyńskie Holendry
Szyszyńskie Holendry (prononciation : [ʂɨˈʂɨɲskʲɛ xɔˈlɛndrɨ]) est un village polonais de la gmina de Ślesin dans le powiat de Konin de la voïvodie de Grande-Pologne dans le centre-ouest de la Pologne.
Il se situe à environ 4 kilomètres au nord de Ślesin (siège de la gmina), à 21 kilomètres au nord de Konin (siège du powiat) et à 94 kilomètres à l'est de Poznań (capitale régionale).

## Histoire
De 1975 à 1998, le village faisait partie du territoire de la voïvodie de Konin.

Depuis 1999, Szyszyńskie Holendry est situé dans la voïvodie de Grande-Pologne.